# José de los Santos
José de los Santos, né à Séville (Espagne) le 10 mars 1806, mort à Séville le 17 décembre 1847, était un matador espagnol.

## Présentation
Il avait pris l’alternative à Madrid (Espagne) le 17 octobre 1831, au cours d’une corrida au cours de laquelle « Paquiro » avait combattu quatre taureaux en « place complète » et « Noteveas » et José de los Santos en avaient combattu quatre autres en división de plaza (c’est-à-dire que  la piste était partagée en deux, deux corridas se déroulant simultanément).
Lors d’une corrida à Valence (Espagne) en octobre 1847, il se blessa avec sa propre épée en sautant dans la contrepiste. Il mourut à Séville le 17 décembre suivant.